# Consuelo Guerri Sirera
Consuelo Guerri Sirera (Xàtiva, 1949) és una investigadora valenciana i cap del Laboratori de Patologia Cel·lular en la Fundació Valenciana Centre d'Investigació Príncep Felip a València. És llicenciada en Biologia i Bioquímica per la Universitat de València. Les seues arrels familiars es situen a la localitat de Murla a la comarca de la Marina Alta.
El seu pare era Catedràtic d'Institut de Filosofia i va contribuir a la fundació de dos instituts en la ciutat dels Borja acabant la seua trajectoria a l'Institut d'Educació Secundària Lluís Vives de València.
Consuelo es va llicenciar en Biologia i Bioquimica a la Universitat de València. Al finalitzar aquesta llicenciatura, va pendre la decisió d'anar anar a viure als EUA on va estar treballant amb el professor de Bioquimica i Biologia, Santiago Grisolia. Es va incorporar en el Departament de Bioquimica de la Facultat de Medicina, Universitat de Kansas City (1976-1978). Per al seu estudi sobre perquè es produeix la ceguera entre les persones que consumeixen metanol va començar a fer un analísi in vitro utilitzant tant etanol com metanol. A l mateix temps, va dur a terme la seua tesi doctoral amb els compostos químics mencionats anteoriorment. En l'any 1978 es va doctorar en Bioquimica per la Universitat de València. Al tornar d'EE.UA, es va incorporar com investigadora en l'Institut d'Investigacions Citològiques (1979-2005). En aquesta nova etapa va començar a estudiar el etanol en lloc del metanol. Percatantse que ambdós compostos químics poden ser oxidatius en el fetge i inclus en els ulls.
A més, va ser pionera en el desenvolupament del primer model experimental de Síndrome Alcohòlic Fetal i demostrar que l'etanol és un teratògen, i el seu consum durant la gestació pot produir mort fetal i alteracions en el desenvolupament del cervell. En eixe mateix moment es va qüestionar si el alcohol era un teratògern o una baixa nutrició materna la causant de les malformacions fetal en el nounat. Aquest aconteixement li va cridar l'atenció, per lo que va fer que heu reproduira en un model experimental amb animals. Per a aquest model es va utilitzar una dieta líquida amb una textura pareguda a la papilla. Aquesta amb ausència i presència del alcohol es va utilitzar per evidenciar que realment l'acohol és un teratògen i pot produir mort i malformacions fetals.
Va ser la primera en demostrar, a nivell mundial, que la neuroinflamació és un important mecanisme en els efectes del abús d'alcohol en el cervell. Va continuar investigant i va poder demostrar, in vivo, que quan se li eliminava el gen la majoría del efectes inflamatoris i neuroinflamatoris del abús d'alcohol s'eliminaven incloent la lliberació citoquines i el mal en el cervell i el fetge. En definitiva, va ser la primera en demostrar en 2007, internacionalment, que l'abús d'alcohol causa neuroinflamació.
En 2005, deixa l'Institut d'Investigació Citològica i s'incorpora, fins a l'actualitat, al centre d'Investigació Príncep Felip on és la jefa del Laboratori de Patología Celular i Molecular. va investigar sobre els efectes de l'alcohol en els adolescents i ha acabat sent un model copiat i reproduit per molts grup d'investigació a nivell internacional. Ha dirigit 27 tesis doctorals i on més reconeixement ha tingut ha sigut en l'estranjer. en el 2022 ha rebutun reconoixement per les seues aportacions científiques en el Congrés Internacional i Europeu de les Societats ESBRA i ISBRA en Cracovia.
Reconeix que les adiccions sempre van a existir i no van a desaparèicer, el alcohol sempre ha existit. És molt importat que la prevenció es focalitze en aquestes noves adiccions a sustàncies per a que la gent tinga un coneixement d'aquestes i els seus efectes.